# Urok rozpusty
Urok rozpusty (tytuł oryginalny Lepota poroka / Лепота порока) – jugosłowiański film z 1986 roku w reżyserii i według scenariusza Živko Nikolicia. Powstał w koprodukcji wytwórni z Socjalistycznej Republiki Serbii i Socjalistycznej Republiki Czarnogóry. 
Zdjęcia realizowano w Czarnogórze w gminie Ulcinj, m.in. na wyspie Ada w delcie rzeki Bojana na adriatyckim wybrzeżu, gdzie od 1973 funkcjonuje znany ośrodek naturystyczny „FKK Ada Bojana”. W czasach socjalistycznej Jugosławii ośrodek był dostępny wyłącznie dla zagranicznych turystów. 

## Obsada
- Milutin Karadžić jako Luka
- Mira Furlan jako Jaglika, żona Luki
- Svetolik Nikačević jako ojciec Jagliki
- Petar Božović jako Georgije „Žorž”
- Eva Ras jako żona „Žorža”
- Dobrila Ćirković jako Kosara, kochanka „Žorža”
- Milo Miranović jako Vučko, mąż Kosary
- Mira Banjac jako Milada
- Veljko Mandić jako mąż Milady
- Boro Stjepanović jako Zvonce
- Boro Begović jako Gorčin
- Vesna Pećanac jako niewierna kobieta
- Alain Noury jako zagraniczny naturysta
- Ines Kotman jako zagraniczna naturystka

## Fabuła
Do górskiej wioski w Czarnogórze przyjeżdża na kilka dni Georgije, który na co dzień mieszka i pracuje na odległym wybrzeżu Morza Adriatyckiego. Wioska, w której zostawił żonę i dzieci, żyje w tradycyjnym rytmie głębokiej prowincji. Nie dotarła tu rewolucja obyczajowa. W małżeństwie obowiązują surowe, staroświeckie zasady. Czułość między małżonkami nie jest przewidziana, nagość to tabu, pożycie małżeńskie odbywa się przez dziurę wyciętą w prześcieradle zasłaniającym całe ciało żony wraz z twarzą. Mieszkający w wiosce Luka, który niedawno się ożenił i jest na dorobku, tak samo jak inni zazdrości Georgije tego, że jest elegancko ubrany i przywiózł piękne prezenty. W imię dawnej przyjaźni Luka prosi, żeby Georgije zabrał ze sobą na wybrzeże jego młodą żonę Jaglikę, dla której może tam znajdzie się praca. Georgije z oporami się godzi zastrzegając, że choć na wybrzeżu panuje dobrobyt, to także tam praca jest bardzo ciężka. Na wybrzeżu Georgije przeistacza się w światowca znanego tu jako „Žorž”, jest kimś ważnym w naturystycznym ośrodku wypoczynkowym dla bogatych gości z Zachodu. W tym ośrodku zatrudnia Jaglikę na stanowisku pokojówki. To rzeczywiście ciężka praca, a na dodatek trzeba codziennie oglądać golasów. Zasady są takie, że nago występują tylko goście, a personel jest ubrany i nie wchodzi z naturystami w bliższe relacje. Początkowo zalękniona, z czasem Jaglika łamie te zasady. Stałe obcowanie z nagością budzi w młodej kobiecie nieznane jej wcześniej emocje. Zafascynowana czułością okazywaną sobie przez parę młodych angielskich gości, stopniowo zaprzyjaźnia się z nimi. Zachęcana do wspólnego spędzania wolnego czasu, pozwala się rozebrać i uczestniczy w seksualnym trójkącie. Niestety, młodzi Anglicy wkrótce wyjeżdżają, a Jaglika pozostaje z rozbudzonymi zmysłami. Tymczasem przyjeżdża jej mąż, Luka, żeby zabrać zarobione przez nią pieniądze. Przy okazji zamierza sobie ulżyć spełniając małżeński obowiązek. W tym celu przykrywa żonę przywiezionym ze wsi prześcieradłem z dziurą. Nieoczekiwanie w trakcie stosunku Jaglika odkrywa prześcieradło z twarzy i zaczyna całować męża oraz zachęca go do dotykania jej ciała. Luka jest przerażony takim szatańskim rozpasaniem. Zabiera Jaglikę w góry, żeby ją zabić uderzeniem młota w głowę, bo góralska tradycja właśnie tak nakazuje postępować z niewiernymi żonami.

## Percepcja w Polsce
W 1988 film był emitowany w Telewizji Polskiej i omawiany w tygodniku „Film”.

## Nagrody
- 33. Pulski Filmski Festival (Pula) 1986 – Nagroda „Zlatna arena” za najlepszą rolę kobiecą dla Miry Furlan[3]
- 10. Festival Filmskog Scenarija Vrnjačka Banja 1986 – Nagroda specjalna za scenariusz dla Živko Nikolicia[4]